# Konstantinos A. Dimadis
Konstantinos A. Dimadis Κωνσταντίνος Α. Δημάδης (* 1940) ist ein griechischer Neogräzist und emeritierter Professor für Neogräzistik an der Freien Universität Berlin.

## Leben
Nach dem Studium an der Aristoteles-Universität Thessaloniki war Dimadis ab 1964 wissenschaftlicher Mitarbeiter beim 15. Archäologischen Kreis Ost-Mazedonien und Thrakien, der das administrative und religiöse Zentrum der Stadt Abdera in klassischer Zeit lokalisierte und das antike Theater der Stadt entdeckte. Im akademischen Jahr 1967 / 1968 folgte eine Tätigkeit als wissenschaftlicher Mitarbeiter am Lehrstuhl für Sprachwissenschaften der Aristoteles-Universität Thessaloniki (Sammlung und Ausarbeitung von Material für das Lexikon der Archaismen in Neugriechischen Dialekten), von 1968 bis 1973 eine als Redaktionsmitglied für das Λεξικό της Μεσαιωνικής Ελληνικής Δημώδους Γραμματείας, 1100–1669 (Wörterbuch der Mittelalterlichen Griechischen Volksliteratur, 1100–1669) von Emmanuel Kriaras, von 1973 bis 1980 eine als wissenschaftlicher Mitarbeiter am Institute for Balkan Studies in Thessaloniki. Von 1978 bis 1980 nahm Dimadis parallel einen Lehrauftrag für Neugriechisch am Byzantinisch-Neugriechischen Seminar der Freien Universität Berlin wahr. Daran schloss sich von 1980 bis 1992 eine Dozentur am Byzantinisch-Neugriechischen Seminar der Universität von Amsterdam an, an der er im Jahr 1990 mit einer Arbeit zum Thema Liberale Schriftsteller während der Diktatur des Metaxas und der Besetzung (1936–1944) promoviert wurde.
1992 wurde Dimadis als Nachfolger von Willem J. Aerts zum Professor für Mittel- und Neugriechische Sprache und Literatur an der Universität Groningen ernannt, von 1996 bis zur Emeritierung 2007 war er Professor für Neogräzistik an der Freien Universität Berlin. Seit 2001 ist er auch Honorarprofessor am Institut für Klassische Philologie, Byzantinistik und Neogräzistik der Staatlichen Universität Tbilissi, Georgien.
Dimadis ist Vorsitzender der Europäischen Gesellschaft für Neogräzistik.
Im Jahr 2010 erhielt Dimadis die Ehrendoktorwürde der Universität Bukarest.

## Arbeitsschwerpunkte
Dimadis’ Arbeiten zeichnen sich durch ihre Vielfältigkeit aus: Das Spektrum reicht von archäologischen Arbeiten, etwa zur antiken Theatergeschichte, über die neugriechische Lexikographie und Balkanologie bis zur Beschäftigung mit der modernen neugriechischen Literatur, insbesondere der Prosa des 19. und 20. Jahrhunderts einschließlich der Editions- und Rezeptionsproblematik, und aus literatursoziologischer Perspektive mit den Interferenzen zwischen Literatur und Zeitgeschichte, insbesondere diktatorischen Regimen.

## Schriften (Auswahl)

### Monographien
- Πεζογραφία και εξουσία στη νεότερη Ελλάδα. Athen, Armos Publications 2018, 498 Seiten, 2. Auflage, ISBN 978-960-615-162-0. [„Prosa und Macht im modernen Griechenland“]
- Power and Prose Fiction in Modern Greece. Athen, Armos Publications 2016, 273 Seiten, 1st Reprint, ISBN 978-960-527-922-6.
- Δικτατορία, Πόλεμος και Πεζογραφία 1936–1944. Γ. Θεοτοκάς, Μ. Καραγάτσης, Σ. Μυριβήλης, Λιλίκα Νάκου, Θ. Πετσάλης-Διομήδης, Π. Πρεβελάκης, Αγγ. Τερζάκης. Athen, Vivliopoleion tis “Estias” 2004, 538 Seiten, 2. Auflage, ISBN 960-05-1141-1. [„Diktatur, Krieg und der griechische Roman 1936–1944. Giorgos Theotokas, M. Karagatsis, Stratis Myrivilis, Lilika Nakou, Thanasis Petsalis-Diomidis, Pantelis Prevelakis, Angelos Terzakis“]
- Liberale schrijvers onder de dictatuur van Metaxas en tijdens de Bezetting (1936–1944), 326 Seiten. Dissertation Universität Amsterdam 1990. [„Liberale Schriftsteller während der Diktatur des Metaxas und der Besetzung, 1936–1944“; in griechischer Sprache]

### Herausgeberschaften
- Βαλκανική Βιβλιογραφία/Balkan Bibliography. Institute for Balkan Studies, Thessaloniki. Bände I (1972) [1974] - V (1976) [1979] + Supplement, Bände I – V.
- Λιλίκα Νάκου, Μόσχω Τζαβέλλα. Φιλολογική επιμέλεια, πρόλογος και επίμετρο Κ. Α. Δημάδη. Athen, Ekdoseis Kastanioti 1995, ISBN 960-03-1447-0.
- Proceedings of the 1st, 3rd, 4th, 5th European Congress of Modern Greek Studies, organised by the European Society of Modern Greek Studies. Athen, Ellinika Grammata 1999, ISBN Set 960-344-861-3; Athen, Ellinika Grammata 2007, ISBN Set 978-960-19-0078-0; e-book, ISBN Set 978-960-99699-0-1; e-book, ISBN Set 978-618-81771-3-0.
- Emmanuil Kriaras, Psycharis - Auswahl aus seinen Werken (griechische Originaltexte mit deutscher Übersetzung), 1. Auflage 2010, 669 Seiten, ISBN 978-84-95905-32-1.

### Aufsätze
- Ο Νίκος Καζαντζάκης την εποχή του φασισμού. Ioanna Spiliopoulou und Nikos Chrysos (Hrsg.): Ο Νίκος Καζαντζάκης και η πολιτική. Athen, Ekdoseis Kastanioti 2019, S. 53–78, ISBN 978-960-03-6563-4. [„Nikos Kazantzakis in der Ära des Faschismus“]
- The Cultural Policy of the Metaxas Regime (1936–1941). In: Giorgos P. Pefanis (Hrsg.): Η λάμψη του χρήματος στη νεοελληνική λογοτεχνία. Από την Κρητική Αναγέννηση στην αυγή του 21ου αιώνα. Athen, Ίδρυμα Κώστα και Ελένης Ουράνη 2014, S. 161–213, ISBN 978-960-7316-64-6.
- Kazantzakis, Spanien und der Weg seiner literarischen Erneuerung. In: Elke Sturm-Trigonakis und Simela Delianidou (Hrsg.): Sprachen und Kulturen in (Inter)Aktion, Teil 1 – Literatur- und Kulturwissenschaft. Frankfurt am Main, Peter Lang Edition 2013, S. 291–308, ISBN 978-3-631-64212-2 (Print).
- Der Spanische Bürgerkrieg in den Augenzeugenberichten von Nikos Kazantzakis (1936) und Spiros Melas (1939). In: Horst-Dieter Blume, Cay Lienau (Hrsg.): Nikos Kazantzakis (1883–1957) und seine Zeit (Choregia. Münstersche Griechenland-Studien, Heft 6). Münster 2008, S. 43–50.
- Sozialismus, Nationalismus und griechische Prosa 1922–1935. In: Wolfgang Dahmen, Petra Himstedt-Vaid, Gerhard Ressel (Hrsg.): Grenzüberschreitungen: Traditionen und Identitäten in Südosteuropa. Festschrift für Gabriella Schubert. Wiesbaden, Harrassowitz Verlag 2008, S. 72–84 (Balkanologische Veröffentlichungen Bd. 45).
- The circumstances leading to the first German translation of a Greek novel after 1830: Ο Εξόριστος του 1831, by Alexandros Soutsos. In: Modern Greek Studies Yearbook [University of Minnesota], Bd. 22/23 (2006/2007): 91–106, ISSN 0884-8432.
- Le Théâtre d’Abdera (données archéologiques). [IIIème Congrès International d’Études du Sud-Est Européen, Bucarest, 4–10 septembre 1974]. In: Balkan Studies, Bd. 15.2 (1974): 308–321.
- Ποιος ο Βασίλειος στους Φυγάδες του Καβάφη; In: Νέα Εστία, Bd. 92 (1972): 1688–1692. [„Wer ist Vasileios in Kavafis' Gedicht Fygades?“]
- Για τη θέση της αρχαίας Πιστύρου. Ο Προυσίας είχε περάσει στη Θράκη; In: Θρακικά Χρονικά, Bd. 26 (1967): 111–113. [„Über die Lage des antiken Pistyros. War Prousias wirklich in Thrakien?“]